# Filchnerella kukunoris
Filchnerella kukunoris är en insektsart som beskrevs av Bei-bienko 1948. Filchnerella kukunoris ingår i släktet Filchnerella och familjen Pamphagidae. Inga underarter finns listade i Catalogue of Life.